# Le Quart d'heure des ahuris
Albums de Eiffel
Abricotine
(2001) Les Yeux Fermés
(2004)
Le Quart d'heure des ahuris est le deuxième album studio du quatuor rock Eiffel. Il a été enregistré entre janvier et juin 2002 à Arconques. À l'inverse de l'album précédent, les textes ont été écrits avant la musique. Il a pour thème la perte des repères, et aborde également l'amour (Sanguine), la mort (Au néant, Les Yeux fermés, Ne respire pas), ainsi que des thèmes plus difficiles comme la prostitution (Il pleut des cordes) ou la pédophilie (Le Quart d'heure des ahuris). Les 10 000 premiers exemplaires de l'album contenaient également un CD bonus, comprenant cinq chansons inédites.
L'album s'est classé à la 47e place du classement de ventes d'albums en France.

## Accueil critique
Pour Anne Yven, de Music Story, qui lui donne 4 étoiles sur 5, le propos « oscille entre la rage politisée (T'as tout tu profites de rien, Sombre) et l'exercice de style, consistant à abuser de métaphore juteuses pour glisser dans le grivois (Sanguine) » et « ne pâtit jamais de cette langue riche, pleine de déliés et liaisons dangereuses », alors que « le son possède une identité suffisante pour traverser plusieurs registres sans perdre en saveur, et faire s'étirer le temps de ce 1/4 d'heure ahurissant ». Le site albumrock lui donne 4 guitares sur 5, estimant que c'est un « bon album de rock » avec quatre premiers titres très « accrocheurs » suivis d'un « creux » avec des « mélodies parfois un peu rengaines, et les textes moins affûtés » même si les textes et la musique « restent frais et empreints d'une rare sincérité ». La fin de l'album est jugée « magistrale » avec « le magnifique Tu vois loin, chanson mid-tempo totalement envoûtante, et l'imparable Ne respire pas, brûlot rock à 200 à l'heure qui clôt l'album dans un cri ». Philippe Richard, du site magicrpm, lui donne 4 étoiles sur 6, affirmant qu'Eiffel « expose sans problème une personnalité de plus en plus remarquable avec ce second album à la tonalité plus rock que son prédécesseur » où « le son est à la fois clair et touffu, précis et puissant, sans parler d'une foule de trouvailles sonores. Car à côté des guitares absolument centrales, ce sont les claviers et les cordes qui apportent la note originale » et où « quelques parallèles harmoniques avec la bande à Cantat (Sombre, par exemple) restent suffisamment épars pour ne jamais être rédhibitoires ».

## Liste des pistes
| 1.  | Il pleut des cordes                       | 3:00 |
| 2.  | Au néant                                  | 3:08 |
| 3.  | Sombre                                    | 5:06 |
| 4.  | Les Yeux fermés                           | 4:37 |
| 5.  | T'as tout, tu profites de rien            | 3:28 |
| 6.  | Off                                       | 4:23 |
| 7.  | En déviances                              | 3:39 |
| 8.  | Dim sum / Le plus grand nombre / L'Aurore | 3:25 |
| 9.  | Sanguine                                  | 3:21 |
| 10. | Dans le vague                             | 4:20 |
| 11. | Tu vois loin                              | 3:50 |
| 12. | Ne respire pas                            | 3:42 |

| 13. | Le Quart d'heure des ahuris                                                                               |  | 8:16 |
| 14. | Versailles                                                                                                |  | 2:24 |
| 15. | Fourmi (reprise d'après un poème de Norge mis en musique par Philippe-Gérard et chanté par Jeanne Moreau) |  | 2:34 |
| 16. | J'ai poussé trop vite (version électrique, sessions d'enregistrement de l'album Abricotine)               |  | 4:03 |
| 17. | Douce Adolescence (sessions d'enregistrement de l'album Abricotine)                                       |  | 4:39 |

## Musiciens
- Damien Lefèvre : Basse
- Estelle Humeau : Guitare électrique, claviers, flûte
- Romain Humeau : Chant, guitares, piano
- Nicolas Courret : Batterie, percussions

## Musiciens invités
- Gavyn Wright : 1er violon sur Sanguine, En déviances, Les Yeux fermés, Le Quart d'heure des ahuris ; violon sur J'ai poussé trop vite.
- Patrice Kiernan, Boguslav Kostecki, Rita Manning, Jonathan Rees, Warren Zielinski : violon sur Sanguine, En déviances, Les Yeux fermés, Le Quart d'heure des ahuris.
- Peter Lale : alto sur Sanguine, En déviances, Les Yeux fermés, Le Quart d'heure des ahuris, J'ai poussé trop vite.
- Bruce White : alto sur Sanguine, En déviances, Les Yeux fermés, Le Quart d'heure des ahuris.
- Martin Loveday : violoncelle sur Sanguine, En déviances, Les Yeux fermés, Le Quart d'heure des ahuris, J'ai poussé trop vite.
- David Daniels : violoncelle sur Sanguine, En déviances, Les Yeux fermés, Le Quart d'heure des ahuris.
- Jackie Shave : violon sur J'ai poussé trop vite.
- Peter Beachill : trombone sur Off, Dans le vague.
- John Barclay, Derek Watkins : trompette sur Off, Dans le vague.
- Simon Gardner : trompette sur Off, Dans le vague ; trompette bouchée sur Sanguine.
- Richard Lornac : piano sur Fourmi.

## Singles
- Au néant (2002)
- Live (Sombre) (EMB Sannois) (2002)
- Tu vois loin (2002)
- T'as tout, tu profites de rien (edit version) (2003)
- T'as tout, tu profites de rien (spring mix) (2003) - version remixée par Romain Humeau
- Ne respire pas (version live électrique dans Les yeux fermés) (2004)